# Dora Brilliant
Dora Brilliant (ur. 1879, zm. 1909) – rosyjska rewolucjonistka pochodzenia żydowskiego  związana z Organizacją Bojową eserowców. Zwolenniczka taktyki terrorystycznej w działaniu organizacji.
Pochodziła z zamożnej żydowskiej rodziny kupieckiej z Chersonia. Do partii eserowskiej, a następnie Organizacji Bojowej eserowców przystąpiła pod wpływem rozmów z jej przywódcą Grigorijem Gerszuni i jej działaczką Jekatieriną Brieszko-Brieszkowską (członkinią partii była od 1902, w Organizacji Bojowej działała od 1904). Wiosną tego samego roku brała udział w organizacji zamachu na Wiaczesława Plehwego, razem z Borisem Sawinkowem i Jegorem Sazonowem. Udając żonę angielskiego eksportera rowerów prowadziła obserwację przyszłej ofiary zamachu, nie wzięła natomiast udziału w bezpośrednim ataku – Plehwego zabił, rzucając bombę w jego karetę, Sazonow. Następnie pracowała w nielegalnym laboratorium wytwarzającym bomby na potrzeby Organizacji Bojowej, po czym zagrożona aresztowaniem zbiegła za granicę. Fanatyczna zwolenniczka stosowania taktyki terrorystycznej jako podstawowej strategii politycznej.
Do Rosji wróciła w styczniu 1905 i zaangażowała się w przygotowania do zamachu na wielkiego księcia Sergiusza Aleksandrowicza Romanowa. Ponownie uciekła z kraju; 1 grudnia 1905 była ponownie w Petersburgu, gdzie po kilku dniach została zdemaskowana i aresztowana. Osądzona i osadzona w twierdzy Pietropawłowskiej, zachorowała psychicznie i zmarła cztery lata później.